# Konstantin Kersting
Konstantin Kersting é um produtor musical, engenheiro de som e compositor alemão—australiano. Ele é conhecido por seu trabalho de produção com Mallrat e com a banda The Jungle Giants, mas principalmente, por seu trabalho com a artista australiana Tones and I.
Em setembro de 2019, Kersting recebeu duas indicações no ARIA Music Awards de 2019 por sua produção em "Dance Monkey", de Tones and I.